# Iziko South African Museum

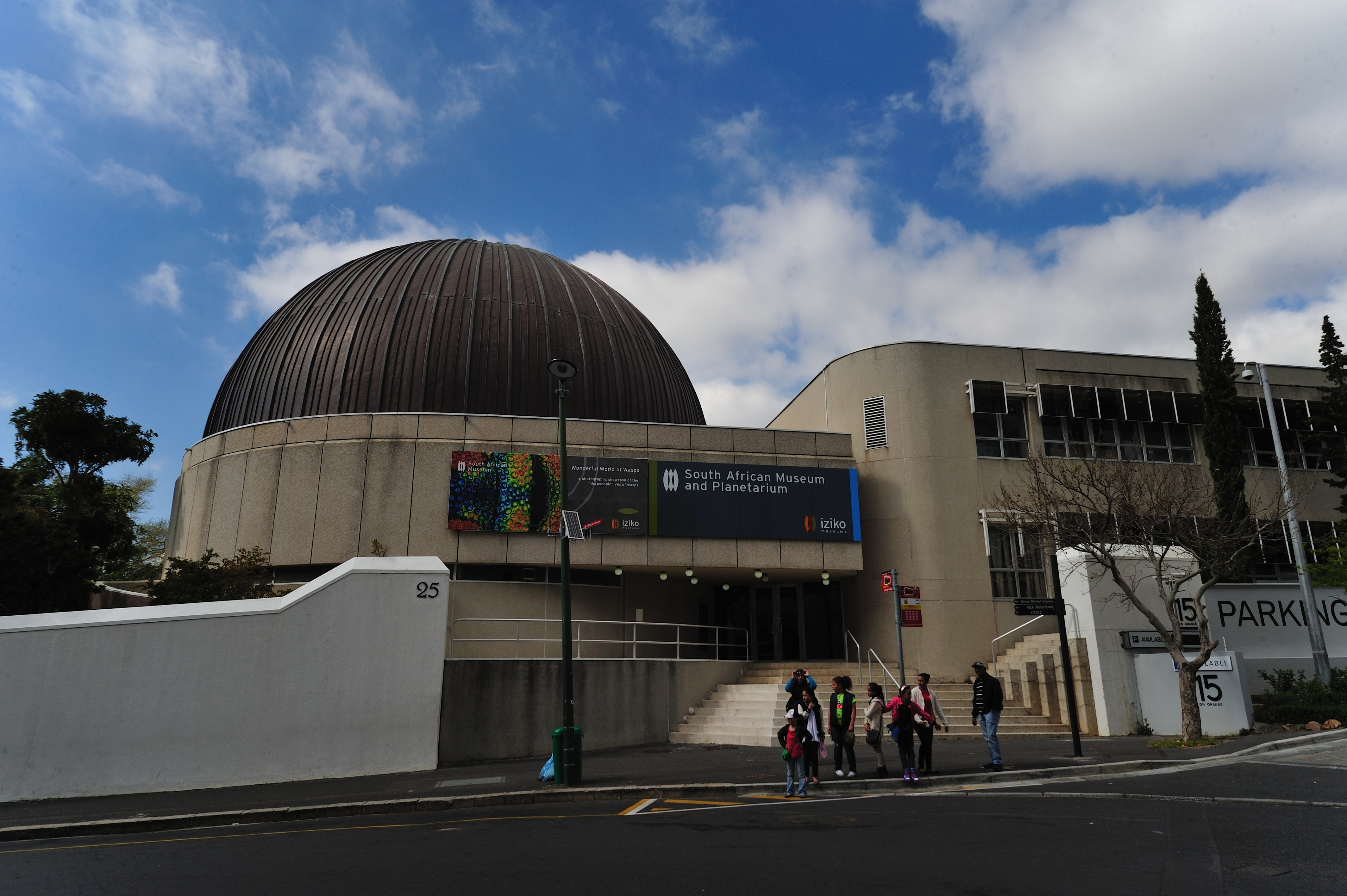
Südafrikanisches Museum & Planetarium, Queen Victoria Street, Kapstadt

Das South African Museum, offiziell Iziko South African Museum, ist ein Museum für Naturgeschichte (Zoologie, Paläontologie), Archäologie und Anthropologie in Kapstadt in Südafrika. Es wurde 1825 gegründet (erster Direktor war Andrew Smith) und ist seit 1897 an seinem heutigen Standort in den Company's Garden in Kapstadt. Zur Sammlung zählen über 1,5 Millionen Objekte. Zu den Ausstellungsstücken zählen Walskelette, Therapsiden aus den Karoosedimenten, Riesenkalmare, Quastenflosser, ein Quagga, Haie, Vögel, Eisenmeteoriten und Minerale. Es gibt ein Planetarium.

## Iziko Museums of South Africa

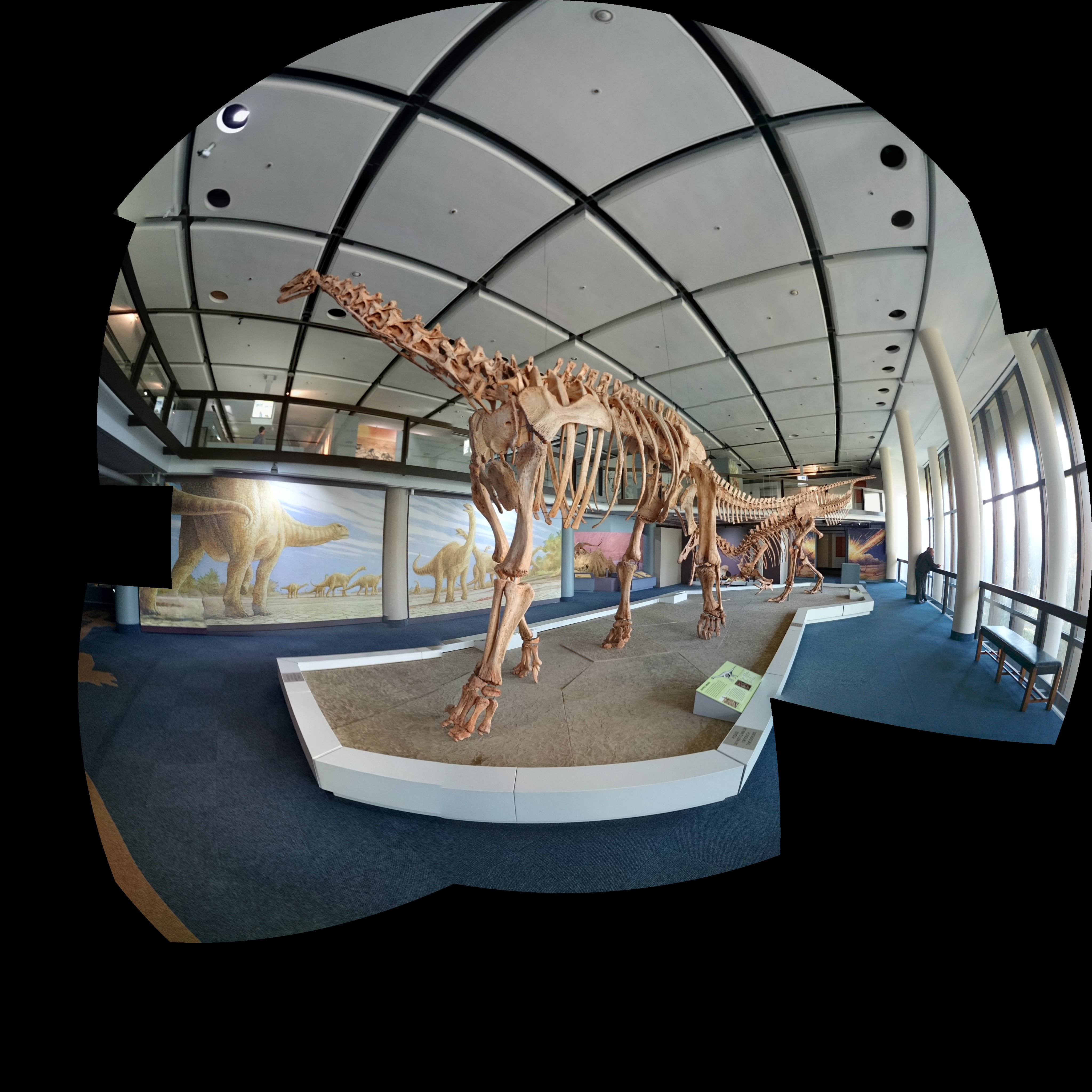
Nachbildung des versteinerten Skeletts eines juvenilen Jobaria, eines langhalsigen Sauropoden-Dinosauriers, der in der frühen Kreidezeit vor etwa 135 Millionen Jahren in Afrika lebte.

Iziko Museums of South Africa betreibt 11 nationale Museen in Kapstadt. Sie sind eine der wichtigsten Kultureinrichtungen Südafrikas. Die Museen beherbergen naturwissenschaftliche, sozialgeschichtliche und künstlerische Sammlungen in prächtigen historischen Gebäuden, die selbst nationale Schätze sind. Iziko Museums of South Africa sind eine Institution, die sich der Vermittlung und Förderung der südafrikanischen Kultur, Geschichte und Naturwissenschaften widmet. Der Begriff „Iziko“ stammt aus der Sprache der IsiXhosa und bedeutet „Feuerstelle“. Der Begriff symbolisiert das soziale Zentrum und den Zusammenhalt der Gemeinschaft, da die Feuerstelle traditionell ein Ort des Austausches und der Begegnung ist.
Die Iziko-Museen umfassen elf Museen in Kapstadt und Umgebung. Das Logo, bestehend aus drei Flammen, steht für die drei Sammlungsbereiche: Sozialgeschichte (ocker), Kunst (rot) und Naturgeschichte (grün). Die sozialgeschichtliche Sammlung umfasst Objekte und Artefakte, die die komplexe Geschichte Südafrikas widerspiegeln. Die Kunstsammlung zeigt Werke von historischen bis zu zeitgenössischen südafrikanischen Künstlern und die naturkundliche Sammlung umfasst Exponate zur Flora, Fauna und Geologie der Region. Neben den Dauerausstellungen organisieren die Iziko-Museen regelmäßig Sonderausstellungen. Darüber hinaus werden Wanderausstellungen im In- und Ausland organisiert.